# Iunie 2007
Acest articol este generat integral pe baza informațiilor din articolul 2007 și este actualizat periodic de un robot.
 Editările făcute în articol vor fi șterse la următoarea actualizare! Dacă doriți să faceți modificări, editați articolul-sursă.

ianuarie -
februarie -
martie -
aprilie -
mai -
iunie -
iulie -
august -
septembrie -
octombrie -
noiembrie -
decembrie
Iunie 2007 a fost a șasea lună a anului și a început într-o zi de vineri.

## Evenimente

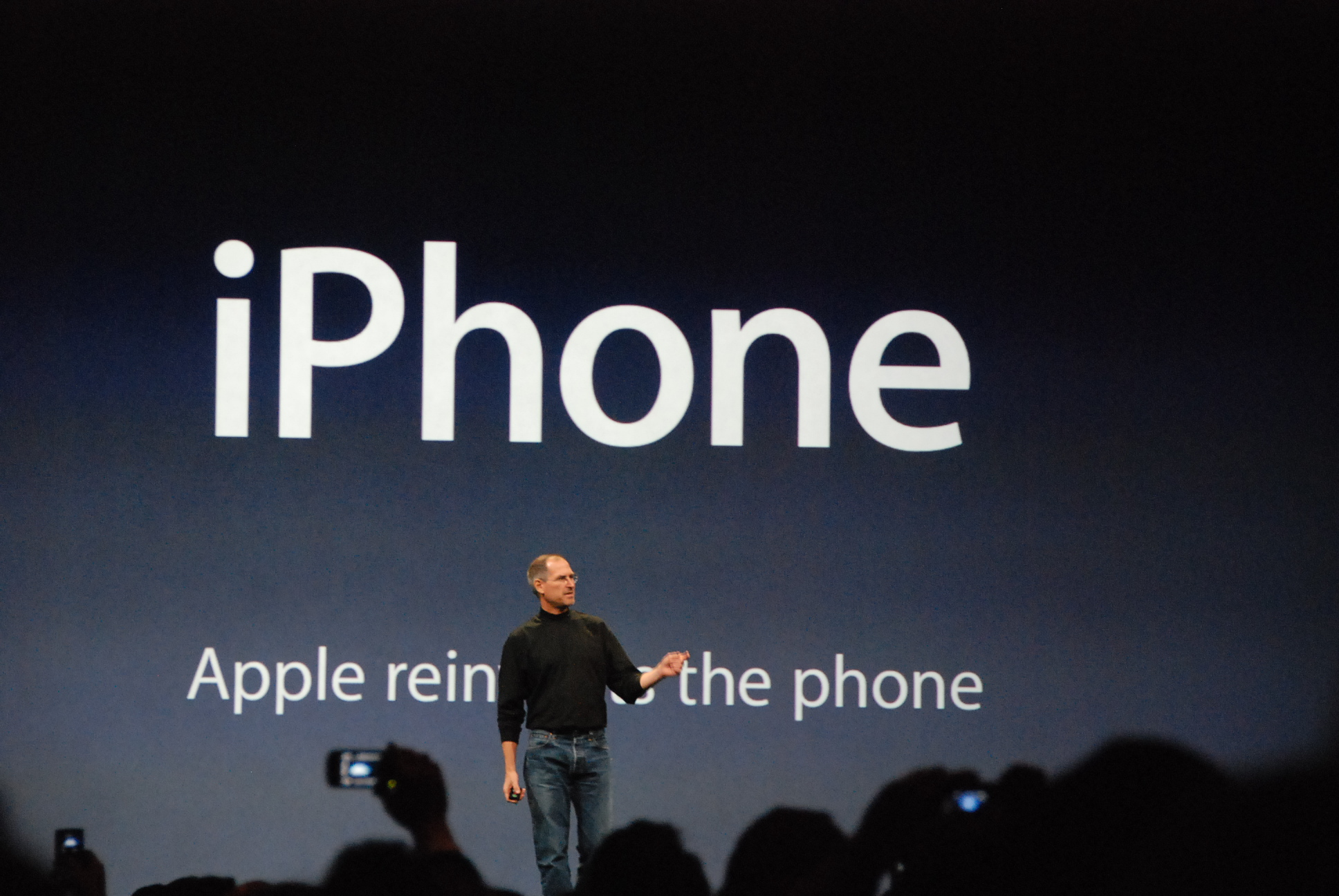
Steve Jobs prezintă primul iPhone

- 1-10 iunie: Se desfășoară Festivalul Internațional de Film Transilvania.
- 5 iunie: Începe summit-ul G8 la Heiligendamm, Germania.
- 8 iunie: Lansarea cu succes a misiunii STS-117 a navetei spațiale Atlantis.
- 9 iunie: Violențe și arestări la parada Gay - Marșul Diversității - din București.
- 10 iunie: Primul tur al alegerilor legislative din Franța.
- 10 iunie: Spaniolul Rafael Nadal îl învinge în finală pe elvețianul Roger Federer și câștigă turneul de la Roland Garros.
- 23 iunie: A 44-a ediție a turul ciclist al României.
- 27 iunie: Gordon Brown l-a înlocuit oficial pe Tony Blair în funcția de prim-ministru al Marii Britanii.
- 29 iunie: iPhone-ul, primul smartphone modern, este lansat în Statele Unite. Telefoanele inteligente au tendința să utilizeze tastaturi fizice, dar iPhone folosește doar un ecran tactil și un buton Home. Mai târziu a fost lansat în Regatul Unit, Franța, Germania, Portugalia, Irlanda și Austria în noiembrie 2007.

## Decese
- 4 iunie: Alexandru Timotin, 82 ani, inginer român (n. 1925)
- 8 iunie: Adrian Virgil Pintea, 52 ani, actor român de teatru și film (n. 1954)
- 8 iunie: Richard Rorty, 75 ani, filosof american (n. 1931)
- 9 iunie: Ousmane Sembène, 84 ani, scriitor senegalez (n. 1923)
- 14 iunie: Kurt Waldheim (n. Kurt Josef Waldheim), 88 ani, Secretar General al ONU, al 9-lea președinte al Austriei (1986-1992), (n. 1918)
- 15 iunie: Ariel Coprov, 93 ani, scriitor evreu (n. 1913)
- 18 iunie: Emil Tocaci, 73 ani, senator român (1990-1992), (n. 1933)
- 19 iunie: Antonio Aguilar (José Pascual Antonio Aguilar Márquez Barraza), 88 ani, cântăreț, actor, scenarist și producător mexican (n. 1919)
- 22 iunie: Luciano Fabro, 70 ani, artist italian (n. 1936)
- 25 iunie: Chris Benoit (n. Christopher Michael Benoit), 40 ani, wrestler canadian (n. 1967)
- 26 iunie: Géza Domokos, 79 ani, scriitor și comunist român de etnie maghiară (n. 1928)
- 29 iunie: Fred Saberhagen (n. Fred Thomas Saberhagen), 77 ani, scriitor american de literatură SF (n. 1930)